# Ann-Mari Max Hansen
Ann-Mari Max Hansen, född 14 januari 1949 i Danmark är en dansk film- och teaterskådespelare.

## Biografi
Hansen har arbetat på bland annat Det Danske Teater, Cirkusrevyen, Helsingør Revyen, Gladsaxe Teater, Svalegangen, Boldhus Teatret, Fiolteatret och Det ny Teater.
Från TV är hon mest känd från en framträdande roll i serien Smuglerne från 1970.
År 2000 utbildade sig Ann-Mari Max Hansen till gestaltterapeut, och lämnade film och teater. Hon har efter detta arbetat som verksamhetscoach, och uttryckte 2009 att hon var nöjd med sitt byte av karriär.

### Familj
Ann-Mari Max Hansen är dotter till sångaren och revyskådespelaren Max Hansen och Britta Sylvester-Hvid. Hon hade en relation med skådespelaren Tommy Kenter på 1970-talet och har en dotter.

## Filmografi  i urval
- Den gale dansker – 1969
- Løgneren – 1970
- Mig  Mafiaen – 1973
- Det gode og det onde – 1975
- Hjerter er trumf – 1976
- Nyt getøj – 1977
- Hærværk – 1977
- Vinterbørn – 1978
- Øjeblikket – 1980
- Den ubetænksomme elsker – 1982
- Elise – 1985
- Kærlighed uden stop – 1989
- Anna – 2000

## Teater

### Roller
| År   | Roll         | Produktion                                   | Regi            | Teater                   |
| ---- | ------------ | -------------------------------------------- | --------------- | ------------------------ |
| 1961 | Helen Keller | Miraklet (The Miracle Worker) William Gibson | Frank Sundström | Helsingborgs stadsteater |

## Utmärkelser
- 1983: Tagea Brandts Rejselegat